# 2006 في نيوزيلندا
فيما يلي سرد جملة من قوائم الأحداث التي وقعت خلال عام 2006 في نيوزيلندا.

## رياضة
- 1 يناير – رالي نيوزيلندا 2006
- 1 يناير – كأس نيوزيلندا 2006 الفائز Western Suburbs FC [الإنجليزية]‏.

## أفلام
من الأفلام التي صدرت هذه السنة في نيوزيلندا:
- 1 يناير – خروف أسود من إخراج جوناثان كينغ.

### يناير
- 1 يناير – فرانسيس روذرفورد (مواليد 1912) رسامة نيوزيلندية.
- 21 يناير – ليزلي باتلر (مواليد 1934) لاعب كركيت نيوزيلندي.

### مارس
- 5 مارس – بيتر مالون (مواليد 1924) طبيب بيطري نيوزيلندي.

### مايو
- 16 مايو – أنتوني موراي (مواليد 1950) لاعب دوري رغبي نيوزيلندي.

### يونيو
- 12 يونيو – نيكي بار (مواليد 1915) لاعب اتحاد رغبي أسترالي.
- 13 يونيو – باري تومسون (مواليد 1947) لاعب رغبي نيوزيلندي.

### يوليو
- 7 يوليو – جون ماني (مواليد 1921)
- 17 يوليو – روي كوان (مواليد 1918) فنان نيوزيلندي.
- 22 يوليو – يان هاميلتون بروس (مواليد 1930)
- 28 يوليو – نايجل كوكس (مواليد 1951) كاتب نيوزيلندي.

### أغسطس
- 9 أغسطس – كولن ديكنسون (مواليد 1931) درّاج طريق نيوزيلندي.

### سبتمبر
- 4 سبتمبر – رون ستون (مواليد 1913) لاعب كرة قدم نيوزيلندي.
- 24 سبتمبر – جوان هاتشر (مواليد 1923) لاعبة كركيت نيوزيلندية.

### أكتوبر
- 8 أكتوبر – مارك بورتر (مواليد 1974) سائق سباق نيوزيلندي.

### نوفمبر
- 16 نوفمبر – جون دوغان (مواليد 1946) لاعب رغبي نيوزيلندي.

### ديسمبر
- 8 ديسمبر – جيم ماكورميك (مواليد 1923)
- 22 ديسمبر – وينفريد لورانس (مواليد 1920)